# Прапор Тайків
Пра́пор Тайкі́в — офіційний символ села Тайки Ємільчинського району Житомирської області, затверджений 22 березня 2013 р. рішенням № 111 XX сесії Тайківської сільської ради VI скликання.

## Опис
Квадратне полотнище поділене діагоналями на чотири частини. Верхня частина поля синя, права — жовта, ліва — червона, нижня — зелена. Синій означає мирне, безхмарне небо; жовтий означає сонце і хлібне поле; червоний — символ історичної землі Волині; зелений — символ достатку, здоров'я і природних особливостей громади.
Автор — Анастасія Сергіївна Романчук.